# Boeberastrum anthemidifolium
Boeberastrum anthemidifolium là một loài thực vật có hoa trong họ Cúc. Loài này được (Benth.) Rydb. mô tả khoa học đầu tiên năm 1915.